# Правознавство
Правознавство, юриспруденція, юридична наука (лат. Jurisprudencia — праворозсудливість, лат. juris-prudentia — правознавство, від лат. Jus — право і лат. Prudentia — передбачення, розумність, мудрість) — комплексна суспільна наука, система знань про об'єктивні закономірності (необхідності) і випадковості виникнення, розвитку і функціонування права і держави в їхній структурній єдності, їхнє місце і роль у суспільному житті. Історично як самостійна галузь суспільствознавства юриспруденція виникла в Стародавньому Римі: наприкінці IV — початку III ст. до н. е. з'явився термін «юриспруденція», а до початку I століття до н. е. відбулося її оформлення як системи володіння навичками професійно-юридичної майстерності. Наприкінці середніх віків юриспруденція розвивається вже як зведена наукова дисципліна.

## Поняття та загальні риси
Правознавство є однією з суспільних наук. На відміну від наук, що вивчають природні явища і процеси, таких як фізика, хімія, астрономія тощо, суспільні науки вивчають відносини, які складаються між людьми і їх утвореннями, безпосередньо служать людині. Це повною мірою стосується і юридичної науки, головним завданням якої є сприяння через державні і правові інститути розквіту особистості і подоланню перешкод на цьому шляху, ефективному використанню людського потенціалу, створенню умов для найповнішої реалізації прав і свобод людини і громадянина.
Юридична наука спрямована на здобування, узагальнення, систематизацію і використання знань про державно-правову дійсність, її особливістю є спільне дослідження права і держави в їх єдності, взаємозв'язку і взаємовпливі. Виходячи з цього, назва «правознавство» для визначення юридичної науки є і неточною, і однобічною. Нерозривний зв'язок між правом і державою свідчить про те, що юридична наука є водночас і правознавчою, і державознавчою.
Поряд з іншими суспільними науками вчення про державу і право має свій об'єкт і предмет дослідження. Ці поняття співвідносяться між собою, але повністю не збігаються. Поняття об'єкта ширше, ним охоплюються явища і процеси навколишнього світу, дійсності, на які поширюється пізнання і практичний вплив людей. Об'єкт може бути загальним для ряду наук, а предмет однієї науки не може збігатися з предметом іншої. Саме предмет визначає самостійність, своєрідність і особливості кожної науки, тобто те, чим вона відрізняється від інших наук.
Юридична наука належить до суспільних наук, і об'єктом її дослідження є творіння помислів та рук людських — вся державно-правова дійсність, яка входить до сфери відносин між особою і суспільством. Спільний об'єкт дослідження — право і держава — пов'язує в рамках єдиної юридичної науки спеціалізовані науки, що входять до її складу, кожна з яких водночас має свій власний предмет дослідження. Таким чином складається система юридичних наук, кожна з яких вивчає окремі прояви права і держави.

## Об'єкт та предмет
|           | Правознавство є знання речей божественних і людських, що справедливо і що несправедливо.Оригінальний текст (лат.) juris prudentia est divinarum atque humanarum rerum notitia, justi atque injusti scientia. — Domitius Ulpianus |
| — Ульпіан | |

Об'єктами юридичної науки є держава і право — фактично два об'єкти. Проте юриспруденція, як і кожна наука, має один предмет вивчення.
Вихідним для визначення поняття юриспруденції є право, що містить у собі правове поняття держави. Держава і право пізнаються і досліджуються як складові моменти єдиного об'єкта юридичної науки. В основу їх вивчення покладено один принцип і критерій юридичності, що конкретизується в окремих сферах і напрямках юридичного пізнання держави і права. Ця конкретизація присутня в усіх окремих визначеннях і характеристиках держави і права, у системі понять юридичної науки в цілому та окремих юридичних наук.
Предмет юридичної науки — об'єктивні властивості права і держави в їх поняттєво-юридичному розумінні та вираженні, загальні та окремі закономірності виникнення, розвитку і функціонування держави і права в їх структурній багатоманітності.
Якщо предмет юридичної науки — це поняття права в усіх аспектах його теоретико-пізнавального прояву і вираження, то предмет кожної окремої юридичної науки — якийсь певний елемент юридичної дійсності.
Як і будь-яку науку, юриспруденцію з-поміж інших суспільних наукових дисциплін вирізняє своєрідність її предмета, тобто тих особливих закономірностей, об'єктивних законів, що нею вивчаються.
Таким предметом виступають специфічні закономірності права і держави (державно-правові закономірності).
Державно-правова закономірність — це об'єктивний, необхідний, суттєвий, для певних умов загальний і сталий зв'язок державно-правових явищ між собою, а також з іншими соціальними феноменами, який безпосередньо обумовлює і впроваджує якісну визначеність цих явищ, що проявляється в їхніх юридичних властивостях. Інакше кажучи, це такий зв'язок, котрий юридично опосередковує: а) соціальну детермінованість;
б) структуру функціонування і розвиток;
в) соціальну активність, дієвість державно-правових явищ.
Наявність специфічних державно-правових закономірностей якраз і виступає об'єктивною основою для виділення юриспруденції у самостійну науку в усій системі суспільнознавства.
Види державно-правових закономірностей:
1. за змістом, типом зв'язку — генетичні (закономірності виникнення державно-правових явищ), структурні (закономірності побудови, формування, організації державно-правових явищ, наприклад, зв'язок між елементами юридичної норми), функціональні — закономірності «життя», взаємозв'язку, взаємовпливу державно-правових явищ (наприклад, зв'язок між матеріальними і процесуальними юридичними нормами), закономірності зміни, розвитку державно-правових явищ;
2. за дією закономірностей у соціальному просторі — внутрішні (зв'язок державно-правових явищ між собою, наприклад, зв'язки між державою і об'єктивним юридичним правом) і зовнішні (зв'язки державно-правових явищ з іншими соціальними феноменами, наприклад, взаємозалежність політики і права);
3. за сферою дії закономірностей у державно-правовому просторі — загальні, дія котрих поширюється на всю державу в цілому і на всю її правову систему, і окремі, які діють лише на частині, на «фрагменті» державно-правової дійсності (скажімо, закономірності методу правового регулювання суб'єктів майнових відносин в умовах ринкової економіки);
4. за історичними межами дії — всезагальні (які стосуються права і держави за будь-яких історичних умов, у будь-якому місці й за всіх відтинків часу), формаційні (які діють на право й державу лише визначеного історичного типу) і особливі (притаманні тільки конкретній державі чи певній групі держав);
5. за способом здійснення, формою прояву — так звані динамічні (їх дія проявляється однозначно у кожному конкретному, одиничному зв'язку державно-правових явищ — наприклад, залежність юридичної сили нормативно-правового акта від місця правотворчого органу, яким його прийнято, в апараті держави) і «статистичні», дія котрих проявляється лише на значному масиві, множині державно-правових явищ як багатозначний, так званий стохастичний зв'язок останніх (наприклад, залежність рівня, динаміки правопорушень, злочинності від стану й змін тих чи інших соціальних явищ).

Методологічне значення викладеної класифікації державно-правових закономірностей полягає насамперед у тому, що вона:
- полегшує виявлення тих сфер державно-правової дійсності, в котрих її закономірні зв'язки досліджені недостатньо;
- відіграє суттєву роль при виборі методу дослідження;
- виступає необхідним засобом встановлення субординації, «ієрархії» об'єктивних державно-правових законів, а тим самим і їх тлумачення, інтерпретації;
- дозволяє конкретизувати уявлення про шляхи здійснення основних функцій юридичної науки;
- дає об'єктивну основу для структурування всієї системи юридичних наук.[4]

## Методологія
Це система підходів і методів, способів і засобів наукового дослідження. Також це вчення (теорія) про їх використання при вивченні державно-правових явищ.
До складу цієї методології, зокрема, входять:
- філософсько-світоглядні підходи (матеріалістичний чи ідеалістичний, діалектичний чи метафізичний, визнання чи заперечення об'єктивних соціальних, у тому числі державно-правових, закономірностей та можливості їх пізнання, здобуття істинних знань щодо них);
- загальнонаукові методи, тобто такі, що використовуються в усіх або у більшості наук (наприклад, структурний, функціональний методи, сходження від абстрактного до конкретного, формально-логічні процедури, скажімо, аналіз, синтез і т. ін.);
- групові методи, тобто такі, котрі застосовуються лише у певній групі наук, наприклад, тільки у суспільствознавстві (скажімо, метод конкретно-соціологічного дослідження);
- спеціальні методи, тобто такі, котрі прийняті для дослідження предмета лише однієї науки (наприклад, у юриспруденції — це способи уяснення (тлумачення) норм права, своєрідні прийоми узагальнення юридичної практики).

Дослідницькі методи можна також розподілити дещо умовно на емпіричні (способи виявлення, фіксування, збирання, систематизації інформації про факти та явища) і теоретичні (способи пояснення, тлумачення зібраних даних, побудови понять, концепцій, прогнозів і т. ін.).
Усі названі групи методів, безумовно, необхідні для проведення повноцінного, всебічного, завершеного державно-правового дослідження: кожна з них може знадобитись на якомусь етапі — тому навіть з цієї причини методологія має бути множинною, плюралістичною. Проте їхня роль у науковому пошуку не однозначна. Так, філософсько-світоглядні підходи визначають саму стратегію дослідження. Його загальну спрямованість, орієнтують на знаходження, відбір, накопичення цілком визначених у соціально-змістовному відношенні фактів і, нарешті (що, можливо, найголовніше), обумовлюють характер та зміст оцінювання (інтерпретації) отриманих результатів дослідження. А без такого оцінювання соціальне пізнання неможливе і непотрібне.

## Система
Правознавство можна розглядати як науку і навчальну дисципліну. В тому чи іншому значенні в юриспруденції розрізняють наступні основні групи дисциплін.
- Синтезуючі дисципліни або теоретико-історичні — науки цієї групи формулюють загальнотеоретичні положення про державу і право і досліджують ідейні основи і хід їхнього історичного розвитку. До цієї групи належать дисципліни:
  - філософія права;
  - теорія держави і права;
  - соціологія права;
  - юридична компаративістика;
  - історія держави і права;
  - історія вчень про державу і право.
- Галузеві дисципліни національного права — науки цієї групи мають предметом дослідження є ті специфічні правові відносини, що складаються в окремих сферах суспільного життя, і ті національні правові норми і законодавчі приписи, які виникають на їх базі. Зміст кожної галузевої науки становить система знань про відповідну галузь права — про шляхи її розвитку і вдосконалення, джерела, принципи, зміст і систему норм, що входять до неї, практику їх реалізації тощо. Науковці галузевих наук виконують законодавчу роботу, підготовку кодексів, беруть участь у створенні проектів галузевих нормативних актів. До цієї групи належать дисципліни:
  - конституційне право;
  - цивільне право;
  - кримінальне право;
  - господарське право;
  - міжнародне приватне право;
  - цивільно-процесуальне право.
- Комплексні дисципліни — науки цієї групи виникають на стикові різних галузей права і мають комплексний характер, їхній зміст пов'язаний з дослідженням тих правовідносин, які регулюються нормами різних галузей права, в їхньому взаємозв'язку і взаємодії. До цієї групи належать дисципліни:
  - банківське право;
  - податкове право;
  - митне право;
  - екологічне право.
- Прикладні дисципліни — науки цієї групи використовують відомості як юридичних, так й інших наук хімії, біології, балістики, мовознавства. Так, судова медицина, психіатрія і статистика є водночас складовими частинами як юридичної науки, так і медичної, статистичної і психологічної наук, на положення яких вони спираються. До цієї групи належать дисципліни:
  - криміналістика — це наукові знання про методику, тактику і технічні засоби, що застосовуються при розслідуванні злочинів;
  - кримінологія — це наукові знання про причини злочинності і методи усунення обставин, що сприяють її існуванню;
  - юридична психологія;
  - судова психіатрія — це наукові знання про шляхи встановлення певної групи обставин, що виключають юридичну відповідальність;
  - судова медицина.
- Організаційні дисципліни — науки цієї групи вивчають організацію та діяльність державних органів (державне будівництво), органів місцевого самоврядування (організація місцевого самоврядування), судових і правоохоронних органів (прокурорський нагляд, організація правосуддя, правоохоронні органи). До цієї групи належать дисципліни:
  - судоустрій;
  - прокуратура;
  - адвокатура;
  - нотаріат.
- Зарубіжні порівняльного характеру — науки цієї групи вивчають закордонні держави та їхнє право, передусім порівняльне правознавство і тісно з ним пов'язані наукові знання про державу і право окремих зарубіжних країн. До цієї групи належать дисципліни:
  - конституційне право зарубіжних країн;
  - порівняльне правознавство — досліджує правові системи світу. Слід зауважити, що Загальне порівняльне правознавство (або юридична компаративістика) відносять до теоретико-історичних наук як їх відносно самостійну частину.[6]
- Дисципліни міжнародного права — науки цієї групи досліджують міжнародне право різних відповідних галузей права. До цієї групи належать дисципліни:
  - дипломатичне право;
  - міжнародне гуманітарне право;
  - міжнародне економічне право;
  - міжнародне право прав людини;
  - міжнародне інформаційне право;
  - міжнародне кримінальне право;
  - міжнародне космічне право;
  - міжнародне екологічне право;
  - міжнародне атомне право.
  - право Європейського Союзу;
  - право Ради Європи;
  - право Світової організації торгівлі.

## Функції
Юридична наука в цілому і окремі юридичні науки виконують певні функції, які визначають головні напрямки наукових досліджень.
- Гносеологічна функція спрямована на здобуття і розширення наукових знань про державно-правові явища, їхні характерні риси, сутність, форми, специфічні для них функції, принципи, інститути тощо, розширення знань про право, і державу. Ця функція найвиразніше проявляється на початковому етапі дослідження державно-правових явищ при описуванні і з'ясуванні їх ознак. Підручники з юридичних дисциплін насамперед відображають результати цього дослідження. Розглядувана функція має першорядне значення для освітянської діяльності.
- Евристична функція націлена на встановлення закономірностей розвитку і функціонування держави і права. Оскільки спостерігається повторюваність тих чи інших державно-правових явищ, юридична наука повинна фіксувати наявність певних тенденцій. Науковий висновок про постійність їх існування означає відкриття закономірності. Такий характер має, наприклад, розширення демократичних прав людини і громадянина та гарантій їх здійснення за рахунок положень, закріплених у міжнародних документах. Протягом певного часу таке відкриття було тенденцією розвитку цих прав, а зараз набуло таких масштабів, які дозволяють характеризувати цей процес як закономірність. Реалізація евристичної функції передусім є свідченням розвитку юридичної науки, гарантією від її зайвої догматизації. Саме на встановлення закономірностей розвитку і функціонування державно-правових явищ спирається юридична наука при здійсненні інших властивих їй функцій.
- Функція наукового передбачення полягає в науковому прогнозуванні шляхів подальшого розвитку державно-правових явищ, проміжних та кінцевих результатів цього розвитку. Завдяки їй здійснюються оптимальні способи реалізації державно-правових закономірностей. Так, наприклад, дослідження зв'язку держави і права з нинішнім розвитком в Україні ринкових відносин дає підстави для прогнозування поступового збільшення об'єктів приватної власності, обмеження державного втручання в господарські відносини, збільшення питомої ваги стосунків між господарюючими суб'єктами, що засновані на договірних відносинах, скорочення в перспективі державного апарату.
- Функція допомоги практиці пов'язана зі службовою роллю юридичної науки, інструментальна цінність якої полягає втому, що її положення та висновки повинні прямо або опосередковано використовуватися юридичною практикою. Так, практичній меті удосконалення законодавства на науковій основі служить розробка проектів нормативних актів групами фахівців-науковців, проведення наукових експертиз та консультацій стосовно визначення шляхів розвитку держави і права. Безпосередньо на забезпечення ефективності попереднього слідства, правильне вирішення питання про звільнення від юридичної відповідальності, попередження злочинів тощо спрямовані висновки прикладних юридичних наук.
- Ідеологічна функція. Юридична наука являє собою систему поглядів на державу і право. Зміст цих поглядів з багатьох питань може бути дуже різним. Залежить він від того, на якій ідейній основі закладеній. У рамках юридичної науки в умовах демократичного суспільства існують різноманітні школи і течії, кожна з яких має свою власну ідейну спрямованість. Вимоги деідео-логізації не поширюються на державно-правові погляди. Ідеологічна різноманітність породжує наукові дискусії, які завжди були важливим засобом розвитку юридичної науки. Виходячи з конституційного принципу багатоманітності, слід визнати, що жодна ідеологія не може бути визнана загальнообов'язковою. Напрями державної ідеології і практики залежать від характеру соціальної бази державної влади. У демократичному суспільстві погляди на державу і право мають ґрунтуватися на всесвітньо визнаних загальнолюдських принципах і цінностях, якими є свобода, рівність, гуманізм, справедливість тощо. Саме вони повинні становити основу формування загальнодержавної і загальнонаціональної ідеології.[7]

## Навчальна дисципліна
Юридичні науки необхідно відрізняти від юридичних навчальних дисциплін.
Навчальна дисципліна (предмет) — це система знань, узятих з практичних наук, яка включає також вміння та навички з реалізації цих знань.
Співвідношення юридичної науки і юридичної дисципліни полягає в наступному:
- Інформаційний зміст науки ширший від змісту відповідної дисципліни, оскільки остання охоплює лише частину знань науки.
- Зміст науки може існувати в різних точках зору вчених, зміст навчальної дисципліни — це перевірені канонічні знання.
- Наука не має адреси, вона охоплює сукупність знань, а навчальна дисципліна орієнтується на категорію тих, хто навчається, і застосовує знання науки з урахуванням майбутньої професійної діяльності.[8]